# Stazione di Berlino-Friedrichstraße
La stazione di Berlino-Friedrichstraße (in tedesco Bahnhof Berlin Friedrichstraße) è una stazione ferroviaria di Berlino, situata lungo l'omonima Friedrichstraße, a lato del fiume Sprea, nel quartiere di Mitte. La stazione funge da trasferimento tra le S-Bahn che corrono sulla Stadtbahn, le ferrovie regionali e la metropolitana. È una delle stazioni più centrali della capitale, vicina a Unter den Linden, alla Porta di Brandeburgo e al Reichstag.
La posizione centrale e i collegamenti presenti la rendono la seconda stazione più trafficata di Berlino dopo la stazione centrale, con 262.000 viaggiatori al giorno.

## Storia

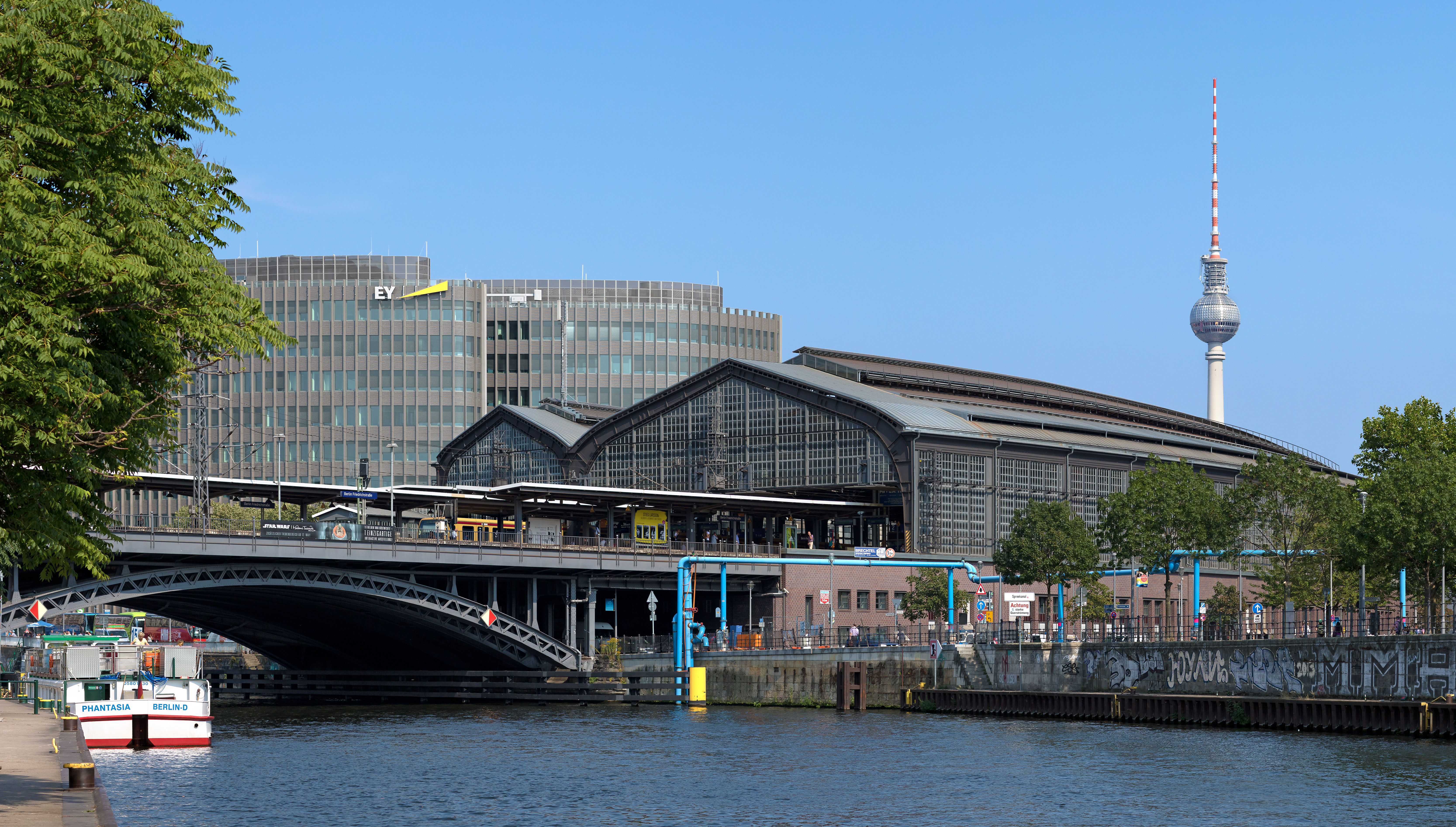
Panoramica della stazione, con la Sprea ed il Fernsehturm

Il progetto della stazione risale al 1878, mentre l'apertura al 15 maggio 1882. Nel 1923 venne collegata alla U-Bahn.
Successivamente alla costruzione del Muro di Berlino (1961) la stazione, vicina al confine col settore occidentale rimase l'unico punto di transito (previo controllo doganale) fra Berlino Est e Berlino Ovest.

## Strutture e impianti
Il livello superiore della stazione, coperto da due cupole dal tetto triangolare, conta 6 binari di cui 2 al servizio della S-Bahn. Il livello inferiore, sotterraneo (al servizio delle linee di S-Bahn 1, 2 e 25), conta 2 binari. Aggiungendo i binari della fermata della U-Bahn, si arriva ad un totale di 10.

## Movimento
La stazione è servita dalle linee S 1, S 2, S 25, S 3, S 5 e S 7 della S-Bahn, dalle linee regionali RB 10, RB 14, RB 21 e RB 22 e dalle linee regionali espresse RE 1, RE 2, RE 3, RE 4, RE 5 e RE 7.

## Interscambi
- Fermata metropolitana (Friedrichstraße, linea U 6)[2]
- Fermata tram (S+U Friedrichstraße, linee M 1 e 12)[4]

## Note

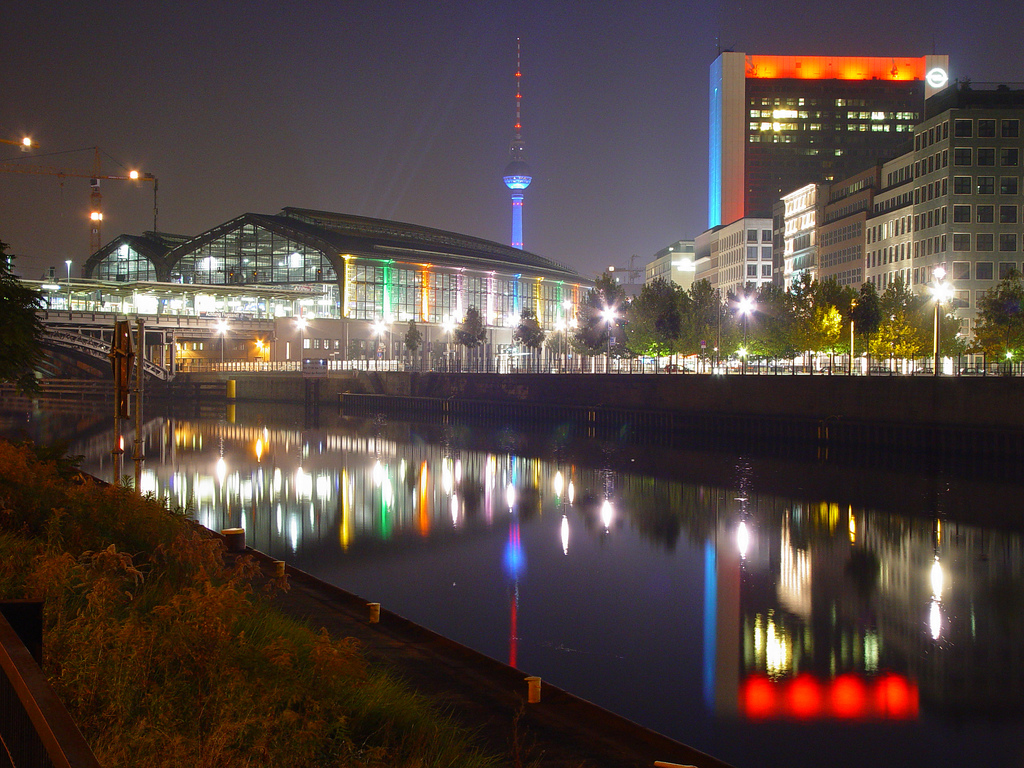
Friedrichstraße di notte

## Galleria d'immagini

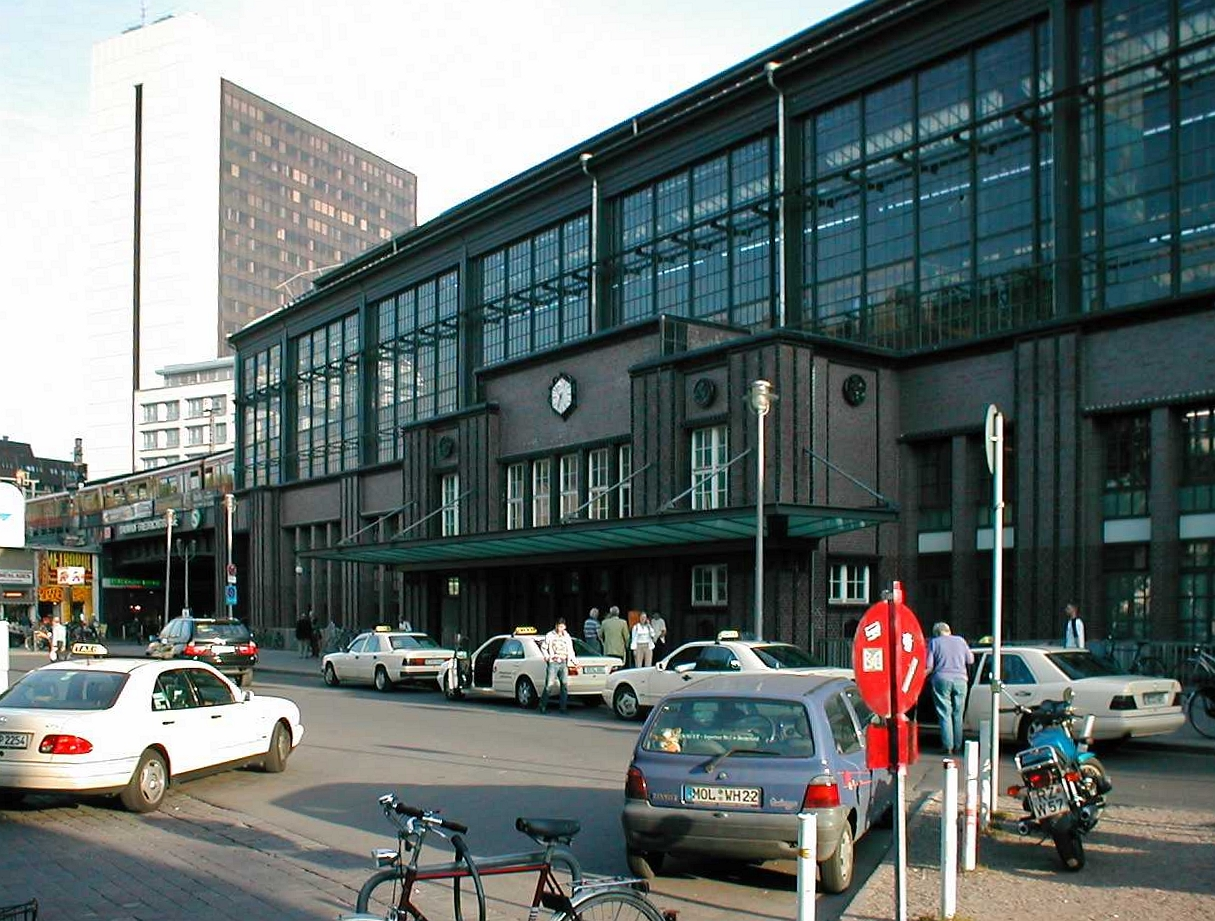
Particolare del FV[N 1]
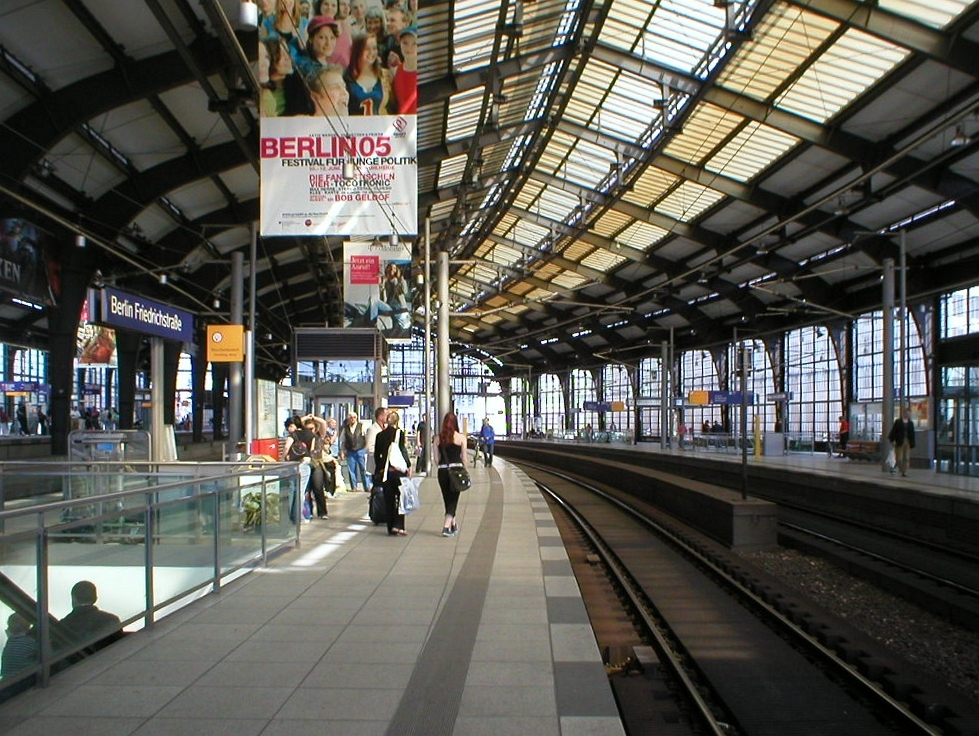
Interno della stazione
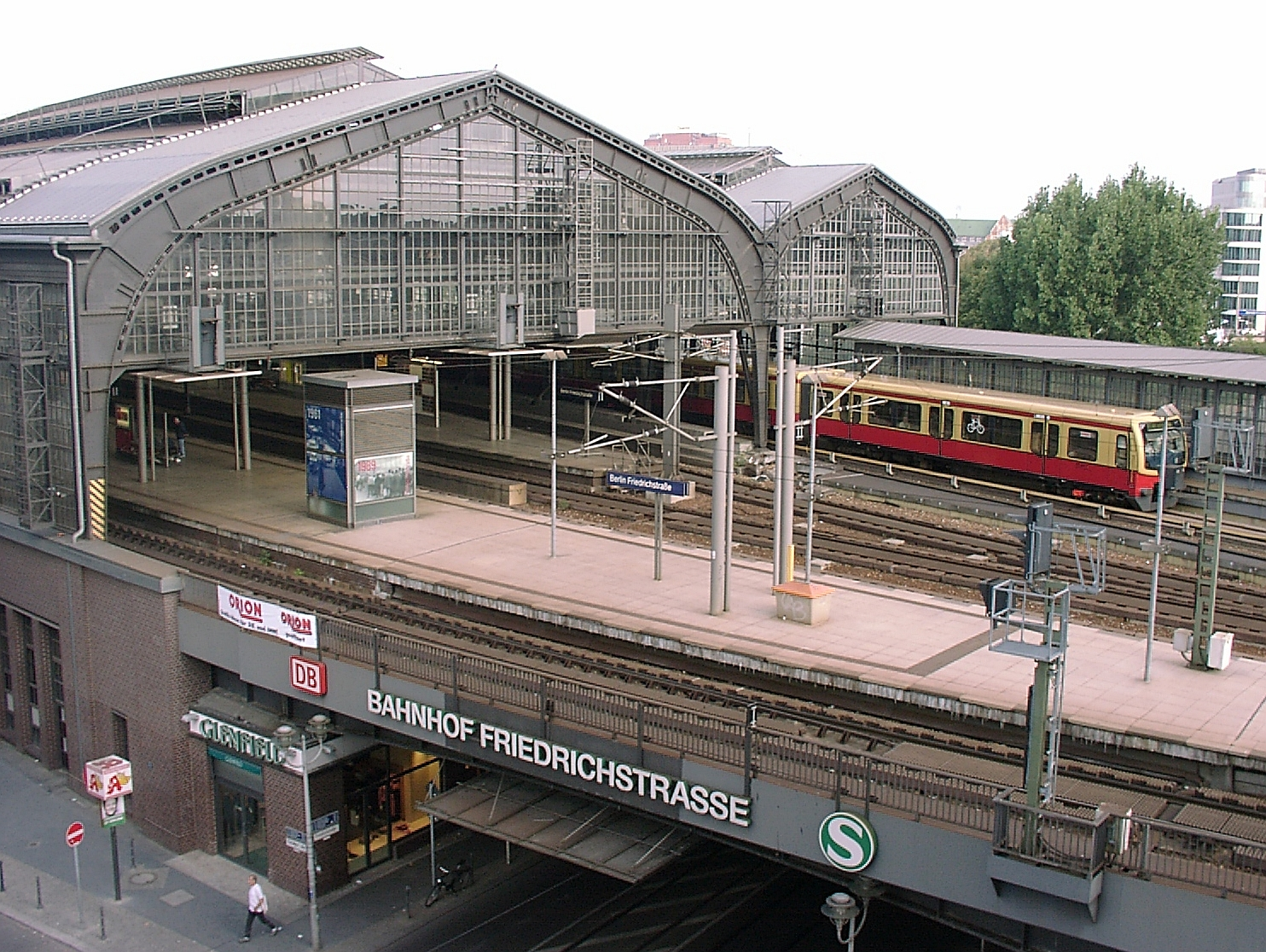
Visione dall'alto
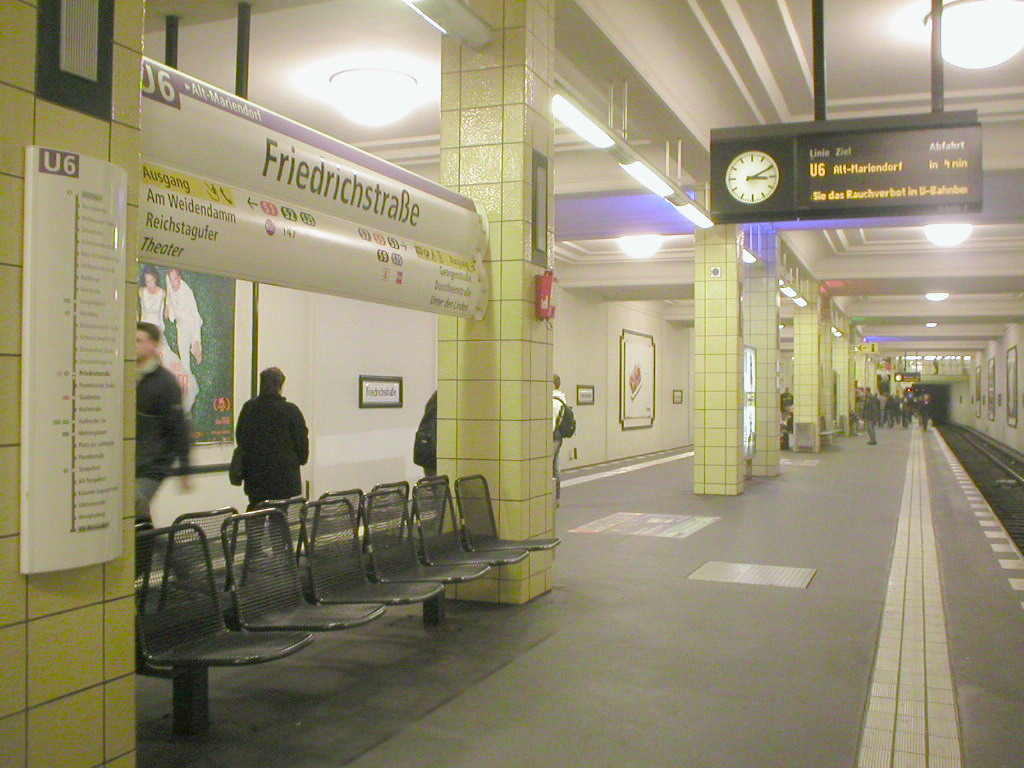
Fermata della U6

### Esplicative
1. ↑  Acronimo indicante il Fabbricato Viaggiatori di una stazione

### Bibliografiche
1. ↑   Mappa della rete dopo il 1961 sul sito www.urbanrail.net (GIF) (archiviato dall'url originale il 9 aprile 2010).
2. 1 2  (DE) Mappa delle reti della metropolitana e della S-Bahn di Berlino (PDF), su images.vbb.de (archiviato dall'url originale il 29 giugno 2017).
3. ↑  (DE) Mappa della rete ferroviaria regionale di Berlino e del Brandeburgo (PDF), su images.vbb.de. URL consultato il 1º marzo 2017 (archiviato dall'url originale il 1º marzo 2017).
4. ↑  (DE) Mappa della rete tranviaria di Berlino, su bvg.de.